# Gottfried Reiche
Gottfried Reiche (Weissenfels, 5 de febrer de 1667 - Leipzig, 6 d'octubre de 1734) fou un intèrpret de violí i de trompeta i compositor alemany.
Després d'un cert temps d'estudis, probablement vers 1688 entrà com company (alumne) de Johann Schelle en la Stadtpfeiferei de Leipzig. Primer va tocar com violinista, i només el 1706 va esdevenir Stadtpfeifer (trompetista de la ciutat). Com a Stadtpfeifer havia de dominar un sèrie d'instruments: violí, oboè i flauta travessera i altres instruments de vent. El 1719 va ser promogut «músic sènior de la ciutat» (Senior Stadtmusicus) com a successor de Johann Cornelius Gentzmer. Fou primer trompeta de la música municipal de Leipzig i preferit de Johann Sebastian Bach com a intèrpret d'aquest instrument en els concerts que donava Bach.
Publicà una col·lecció titulada 24 neue Quatricinia mit 1 Kornett und 3 Trombonen… auf das Ablasen (1969), composicions per a ser tocades des del campanar de l'ajuntament o altres torres de la ciutat.